# Ia (chirilic)
Ya (Я, я/ IA) este o literă a alfabetului chirilic, reprezentând ori combinația /ja/ (o așa zisă vocală iotată) ori /a/ după o consoană palatalizantă.

## Istorie

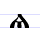
Yus mic

Я este acum un hibrid a două litere istorice. Una este o iotifiere (IA),  a alipire a unui I și un A, la fel ca la litera Iu (ю) sau E Iotifiat (Ѥ). Cealaltă este micul Yus (Ѧ) și Yat. În Slavona Estică (incluzând limba rusă), distincția fonetică dintre IA ([ja]) și Ѧ s-a pierdut, așa încât în multe texte în est slavonă scrise în litere cursive chirilice (Skoropis), o variantă a literei Ѧ (o formă rotundă fără „picioruș median”) a fost folosită pentru a indica sunetul [ja].

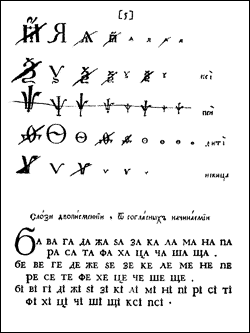
O pagină cu forme diverse ale literei [ya] (primul rând) şi alegerea Ţarului Petru pentru Я în loc de sau IA

Când Petru I al Rusiei a introdus "scrisul civil" în 1708, el a avut această formă rotundă de Ѧ adaptată la stilul roman al Europei de Vest , ceea ce a dat naștere unui [ya] ca un R răsucit.
În consecință, noul "Я" nu are echivalent în alfabetul glagolitic, alfabetul grec sau alfabetul latin , nici o valoare numerică, și nici un alt nume în afară de "Ya".